# Jan Preuck
Jan Preuck (ur. 1575 w Braniewie, zm. 16 września 1631 w Oliwie) – kanonik warmiński, twórca największej warmińskiej fundacji stypendialnej, przyznającej granty na studia w Rzymie.

## Życiorys
Jan Preuck urodził się w 1575 roku na zamku w Braniewie. Ochrzczony został 3 sierpnia tegoż roku w kościele św. Katarzyny. Pochodził ze starej zgermanizowanej rodziny pruskiej. Dziadek Jan i ojciec Michał sprawowali od połowy XVI w. urząd starosty braniewskiego. Ojciec przez małżeństwo z Anną Hozjuszówną, córką brata biskupa warmińskiego Stanisława Hozjusza, wszedł do grona współpracowników kardynała i został marszałkiem jego dworu.
Jan Preuck kształcił się w braniewskim kolegium, następnie w latach 1596–1600 studiował teologię w Rzymie. Szybko, bo już 10 września 1593, otrzymał godność kanonika warmińskiego we Fromborku – otrzymał w katedrze ołtarz kanonicki św. Jana Chrzciciela. Taki szybki awans był bardziej uznaniem dla jego ojca za wieloletnią służbę na rzecz biskupów warmińskich niż skutkiem zasług młodzieńca. Urząd kanonika miał mu zapewnić byt materialny, gdyż majątek rodzinny, wieś Wróblik, odziedziczył jego starszy brat. 9 września 1596 Jan Preuck objął urząd kanonika we Fromborku. Już 20 grudnia tego roku kapituła wyraziła zgodę na jego wyjazd na studia do Collegium Germanicum w Rzymie. Dochody otrzymywane z kanonii były zatem dla niego rodzajem stypendium umożliwiającym studia zagraniczne. W 1600 powrócił w rodzinne strony i mimo młodego wieku został wybrany kanclerzem kapituły warmińskiej. Po opanowaniu Fromborka przez Szwedów w czasie wojny polsko-szwedzkiej 1626–1629 wyjechał ponownie do Rzymu. Tam 15 grudnia 1529 spisał swój testament, potwierdzony urzędowo 29 kwietnia 1631 roku. W testamencie cały swój majątek zapisał na fundację stypendialną Collegium Varmiense. Jan Preuck wracając na Warmię zachorował i zatrzymał się w klasztorze w Oliwie. Tam zmarł 16 września 1631 roku i tam został pochowany. Po śmierci Jana Preucka jego dwie siostry wystąpiły do kapituły warmińskiej z pismem o wydanie im spadku po bracie. Kapituła jednak ich roszczenia oddaliła, wykonując wolę zmarłego.

## Fundacja im. Jana Preucka
Jan Preuck zapisał cały majątek na rzecz fundacji, wspierającej zdolnych studentów w podjęciu studiów w Rzymie, którą nazwał Collegium Varmiense. Uzyskał zgodę kurii i przeora norbertanów na jej lokalizację przy ich rzymskim klasztorze. Jego testament zatwierdziła kapituła fromborska i zatroszczyła się o jego wykonanie. Stypendium było przyznawane na trzy lata, na studia filozoficzne, prawnicze i teologiczne. Mogły je otrzymywać zarówno osoby duchowne, jak i świeckie. Kapituła warmińska, jako wykonawca testamentu, weryfikowała kandydatów, m.in. czy posiadają odpowiednie wykształcenie, czy nie posiadają majątków, a także odbierała od aplikującego wyznanie wiary.
Fundacja nie ograniczała się tylko do przyznania zasiłku finansowego. Dopełnienia wykonania testamentu Preucka in situ, w Rzymie, podjął się Albert Hozjusz, krewniak fundatora. Wyjechał on w sierpniu 1632 do Rzymu i po licznych staraniach u przełożonego norbertanów, kardynałów Cosima de Torresa i Antonia Santacrocego, w kurii i u papieża Urbana VIII, wspierany również przez kapitułę warmińską, doprowadził do zatwierdzenia fundacji przez papieża Urbana VIII w dniu 1 sierpnia 1634 roku.
Fundacja na przestrzeni wieków była różnie określana, oprócz nadanej jej przez założyciela nazwy Collegium Varmiense spotyka się również jej inne określenia, jak Stipendium Preuckianum, Preuck-Stiftung czy Preucksche Stiftung. Fundacja istniała do II wojny światowej. Po wojnie diecezja warmińska nie podjęła się kontynuacji tego dzieła.
Oryginał testamentu Jana Preucka zachował się i znajduje się w zbiorach archiwum archidiecezji warmińskiej w Olsztynie.